# Ghalymqajyr Mutanow

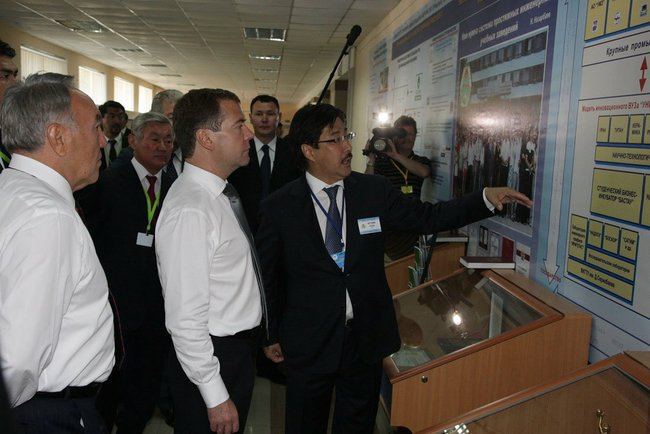
Ghalymqajyr Mutanow, Dmitri Anatoljewitsch Medwedew und Nursultan Nazarbayev (von rechts), 2010

Ghalymqajyr Mutanuly Mutanow (kasachisch Ғалымқайыр Мұтанұлы Мұтанов, russisch Галимкаир Мутанович Мутанов Galimkair Mutanowitsch Mutanow; * 27. März 1957 in Belterek, Oblast Semipalatinsk, Kasachische SSR) ist ein kasachischer Mathematiker. Von 2010 bis 2021 war er Rektor der Al-Farabi-Universität.

## Leben
Ghalymqajyr Mutanow wurde 1957 in Belterek im heutigen Kreis Scharma in Ostkasachstan geboren. Zwischen 1974 und 1979 studierte er am Kasachischen Polytechnischen Institut in Alma-Ata, wo er einen Abschluss in Automatisierung und Telemechanik machte. Nach seinem Hochschulabschluss arbeitete Mutanow zunächst als Assistent am Industrieinstitut in Rudny. 1980 ging er nach Moskau, wo er ein zweijähriges Forschungspraktikum am Institut für Stahl und Legierungen absolvierte. Anschließend ging er als Dozent zurück an das Industrieinstitut in Rudny. 1982 wurde er Doktorand am Moskauer Bergbauinstitut. Hier erlangte er 1987 im Alter von 36 Jahren den akademischen Grad Kandidat der technischen Wissenschaften.
Nach seiner Promotion kehrte er erneut nach Rudny zurück, wo er als Dozent am Industrieinstitut unterrichtete. Dort wurde ihm 1991 der akademische Titel eines Außerordentlichen Professors verliehen. 1995 wurde er Rektor der Technischen Hochschule in Petropawl. Nach dem Zusammenschluss dieser Hochschule mit der Universität in Petropawl im folgenden Jahr wurde er Rektor der Staatlichen Universität Nordkasachstan. 1996 erlangte er auch den akademischen Grad eines Professors in Informatik und Management. Seit 1997 ist Mutanow korrespondierendes Mitglied der kasachischen Ingenieurakademie; seit 1999 ist er ordentliches Mitglied. 2002 wurde er erster stellvertretender Minister für Bildung und Wissenschaft in der kasachischen Regierung. 2003 wurde er dann zum Rektor der Staatlichen Technischen Universität Ostkasachstan bestellt. 2008 wurde er ordentliches Mitglied der kasachischen Akademie der Naturwissenschaften und auch Mitglied des Präsidiums der Akademie.
Seit dem 7. Oktober 2010 war Mutanow Rektor der Al-Farabi-Universität. Seit 2012 ist er korrespondierendes Mitglied der Kasachischen Akademie der Wissenschaften im Fachbereich Physik und Mathematik. Seit 2014 ist er auch Mitglied der World Academy of Art and Science. Am 5. Februar 2021 wurde er vom Posten des Rektors der Al-Farabi-Universität durch Schansejit Tüimebajew ersetzt.

## Publikationen (Auswahl)
- Mathematical Methods and Models in Economic Planning, Management and Budgeting. Springer-Verlag, Berlin/Heidelberg 2015, ISBN 978-3-662-52588-3.

## Ehrentitel
Mutanow wurden folgende Ehrentitel verliehen:
- Ehrenprofessur an der Kirgisischen Technischen Universität (1998)
- Ehrenprofessur am Instituto Superior Técnico (2012)
- Ehrenprofessur an der Jordanischen Universität für Wissenschaft und Technologie (2013)
- Ehrendoktorwürde der Universität Istanbul (2016)